# ホンダ・CB50
CB50（シービー50）は、本田技研工業が1971年から1982年に製造販売した排気量50ccクラスのオートバイである。
Tボーンフレームにカブ系エンジンを搭載したSS50の後継モデルとして、同社の4ストロークエンジンを搭載するロードスポーツモデルCBシリーズ最小排気量50 ccクラスのエントリーユーザー向けとして1971年に発売された。1978年モデルのベンリイCB50JXまではペットネームの「ベンリイ」が冠せられる。1980年代前半に原動機付自転車クラスのロードスポーツモデルが、軒並み2ストロークエンジンを搭載した7.2 PSでの馬力競争となったことから、1982年にAC03型MBX50にへ移行し生産終了となった。
なお本項の末尾で、本モデル販売以前に開発されたベンリイCB90についても解説を行う。

## 概説

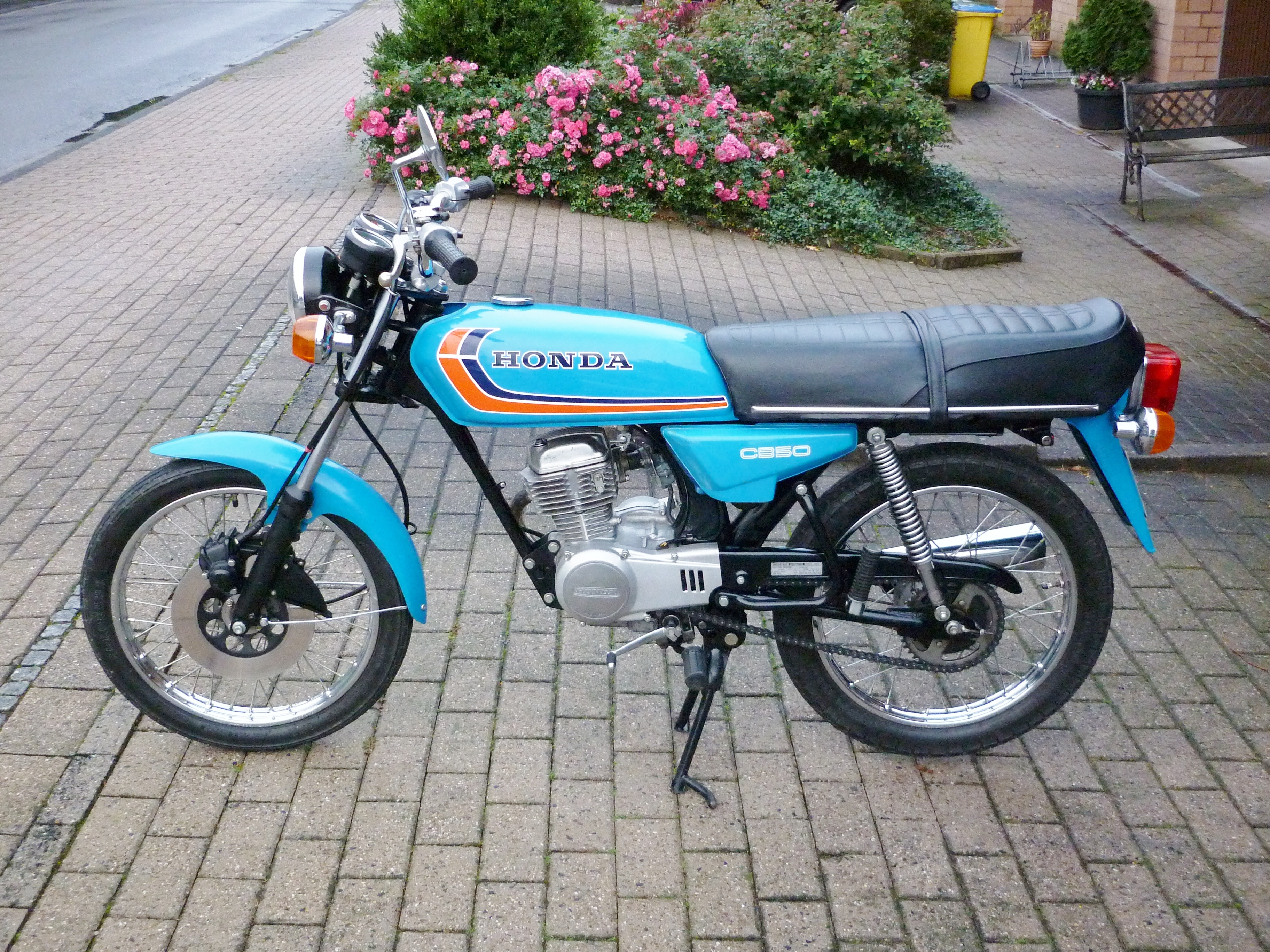
CB50 J（1978年輸出仕様）
日本国内仕様JX-Iに該当
※車体色・2人乗りシートなどに差異

数度のモデルチェンジが実施されたが、鋼管パイプ製ダイヤモンド型フレーム・空冷4ストローク2バルブSOHC単気筒エンジン・50 ccクラスでは初搭載となる分離型機械式タコメーター・5速リターン式マニュアルトランスミッション・メガホン型マフラー・プライマリーキック始動装置などの装備は全モデル共通仕様となる。また本モデルは日本国内のみならず海外にも輸出されており道路交通法などの法規が適用されないためにシートやタンデムステップを装備する2人乗り仕様や車体色に差異など細部で日本国内向け仕様との相違点がある。
エンジンは
- 本エンジンのシリンダーはカブ系エンジンの水平に近い前傾80°に対して12°[注 2]とされ、以下の内径x行程による排気量バリエーションが存在する。
  - 42.0×35.6[注 3]：排気量49 cc
  - 53.0×45.0：排気量99 cc
  - 48.0×49.5：排気量89 cc
  - 47.5×45.0：排気量79 cc
  - 48.0×41.4：排気量74 cc

ショートストローク型ゆえに最高出力を10,500 rpmで発生する高回転ユニットであるが、その後モデルキャラクターに合せてカムプロフィール・圧縮比・キャブレター・点火時期などを変更するチューニングを施し、以下の日本国内向けモデルにも搭載された。
- ノーティダックス：1973年 - 1980年
- TL50：1976年 - 1980年
- XE50・75：1976年 - 1980年
- R&P：1977年 - 1983年
- XL50S・80S：1980年 - 1983年
- XLR80：1987年 - 1988年
- APE：2001年 - 2017年
- APE100：2002年 - 2016年
- XR50モタード：2005年 - 2007年
- XR100モタード：2005年 - 2008年

最後まで生産されていたAPEは、フルトランジスタ式バッテリー点火装置・三元触媒内蔵エキゾーストマニホールド・PGM-FI電子式燃料噴射装置などにより平成18年自動車排出ガス規制までは対応したが、2016年7月1日に施行された欧州Euro4とWMTCを参考とした規制値および区分の平成28年自動車排出ガス規制をクリアすることが難しいことから、未適合継続生産車の期限となる2017年8月31日に生産終了となった。

## 遍歴
※本項では日本国内向け仕様について解説を行う
1971年5月27日発表
以下の仕様ならびに特徴を持つベンリイCB50を生産目標4,000台/月（輸出を含む）、標準販売価格75,000円に設定し、 同年6月1日発売。
- ブレーキは前後ともドラム
- クロームメッキ加工鉄製前後フェンダー
- CB750FOUR同様のヒップアップシート
- 車体色は以下の3種を設定
  -   ホワイト
  -   オレンジ
  -   ゴールド

1973年5月10日発表発売
前ブレーキを機械式ディスクブレーキに変更したベンリイCB50JXを追加するとともに以下の変更を実施。
- 燃料タンク・シート・リヤフェンダー・キックアームの形状を変更
- 内部に収納スペースを持つ着脱可能なシートカウルを装備
- 生産目標5,000台/月（輸出を含む）
- 標準現金価格 ベンリイCB50JX：86,000円/ベンリイCB50：80,000円
- 車体色を以下に統一
  -   レッド

1976年2月5日発表 同月6日発売
前輪ブレーキを機械式ディスクブレーキに統一し以下の仕様変更を実施したベンリイCB50JX-Iへモデルチェンジ。
- 生産目標15,000台/月（輸出を含む）[注 5]
- 標準現金価格119,000円
- ピストン・カムシャフト・バルブスプリング・マフラーの吸排気系見直しにより最高出力を6.3 PSにアップ
- 最終減速比ならびにトレール量を変更
- フロントフォークを⌀27・正立形としフォークブーツを廃止
- 燃料タンク形状を左右モナカ溶接タイプから底周囲溶接タイプに変更し容量を8.5 Lへアップ
- 前フェンダーと後フェンダーの一部とを樹脂製に変更
- ハンドルをセミフラットタイプに変更
- シートカウル形状を変更しロック付コンパートメントボックスを設置
- マフラーを上下モナカ溶接タイプからロールタイプのメガホン形状へ変更
- サイドスタンドを標準装備しセンタースタンドをオプション化
- シートをストッパー付に変更
- 車体色を以下に変更
  -    ホワイト

1978年3月
車名をベンリイCB50JXに再変更するとともに車体色を以下へ変更。
- ブラック

1980年2月15日発表 同月22日発売
以下のモデルチェンジを実施。
- 日本国内販売目標8,400台/月 標準現金価格152,000円[注 7]
- 車名をCB50Sへ変更
- 型式名をCB50からAC02へ変更[注 8]
- 前輪ディスクブレーキを油圧式へ変更してローター・キャリパーを左側から右側へ移設
- ウィンカーランプを角型へ変更
- ヘッドライトの光量をアップ
- オプション設定だったリヤキャリアを標準装備化
- スピード・タコ各メータパネルを反射光照明式のグリーンから透過光照明式のブラックに変更
- 車体色を以下へ変更
  -    ブラック

1981年2月
フレーム色を黒塗から銀へ変更するとともに車体色を以下の2種類へ変更するマイナーチェンジを実施。
- ブラック
- レッド

1982年
生産終了

### 諸元
| 車名            | CB50                                        | CB50JX                                      | CB50JX-I                                    | CB50S                                       |
| モデルイヤー    | 1971                                        | 1973                                        | 1976                                        | 1980                                        |
| 型式            | CB50                                        | CB50                                        | CB50                                        | AC02                                        |
| 全長x全幅x全高  | 1.780×0.670×0.980（m）                      | 1.780×0.670×0.980（m）                      | 1.790×0.665×0.950（m）                      | 1.790×0.685×0.975（m）                      |
| ホイールベース  | 1.180（m）                                  | 1.180（m）                                  | 1.175（m）                                  | 1.175（m）                                  |
| 最低地上高      | 0.160（m）                                  | 0.160（m）                                  | 0.160（m）                                  | 0.160（m）                                  |
| 車両重量（kg）  | 74                                          | 78                                          | 83                                          | 83                                          |
| 定地走行燃費    | 85 km/L（30 km/h）                          | 85 km/L（30 km/h）                          | 85 km/L（30 km/h）                          | 85 km/L（30 km/h）                          |
| 最低回転半径    | 1.9（m）                                    | 1.9（m）                                    | 1.8（m）                                    | 1.8（m）                                    |
| エンジン形式    | 空冷4ストローク2バルブSOHC単気筒            | 空冷4ストローク2バルブSOHC単気筒            | 空冷4ストローク2バルブSOHC単気筒            | 空冷4ストローク2バルブSOHC単気筒            |
| 総排気量        | 49 cc                                       | 49 cc                                       | 49 cc                                       | 49 cc                                       |
| 内径×行程（mm） | 42.0×35.6                                   | 42.0×35.6                                   | 42.0×35.6                                   | 42.0×35.6                                   |
| 圧縮比          | 9.5                                         | 9.5                                         | 9.5                                         | 9.5                                         |
| 最高出力        | 6.0 PS / 10,500 rpm                         | 6.0 PS / 10,500 rpm                         | 6.3 PS / 10,500 rpm                         | 6.3 PS / 10,500 rpm                         |
| 最大トルク      | 0.41 kg·m / 8,500 rpm                       | 0.41 kg·m / 8,500 rpm                       | 0.43 kg·m / 9,500 rpm                       | 0.43 kg·m / 9,500 rpm                       |
| キャブレター    | PW18                                        | PW18                                        | PW18                                        | PW18                                        |
| 始動方式        | プライマリーキック                          | プライマリーキック                          | プライマリーキック                          | プライマリーキック                          |
| 潤滑方式        | 圧送式飛沫式併用                            | 圧送式飛沫式併用                            | 圧送式飛沫式併用                            | 圧送式飛沫式併用                            |
| 潤滑油容量      | 0.9 L                                       | 0.9 L                                       | 0.9 L                                       | 0.9 L                                       |
| 燃料タンク容量  | 7.0Ⅼ                                        | 8.0 L                                       | 8.5 L                                       | 8.5 L                                       |
| クラッチ        | 湿式多板コイルスプリング                    | 湿式多板コイルスプリング                    | 湿式多板コイルスプリング                    | 湿式多板コイルスプリング                    |
| 変速方式        | 左足動式リターン                            | 左足動式リターン                            | 左足動式リターン                            | 左足動式リターン                            |
| 変速機          | 常時噛合5段                                 | 常時噛合5段                                 | 常時噛合5段                                 | 常時噛合5段                                 |
| 1速             | 3.083                                       | 3.083                                       | 3.083                                       | 3.083                                       |
| 2速             | 1.882                                       | 1.882                                       | 1.882                                       | 1.882                                       |
| 3速             | 1.400                                       | 1.400                                       | 1.400                                       | 1.400                                       |
| 4速             | 1.130                                       | 1.130                                       | 1.130                                       | 1.130                                       |
| 5速             | 0.960                                       | 0.960                                       | 0.960                                       | 0.960                                       |
| 1次減速比       | 4.437                                       | 4.437                                       | 4.437                                       | 4.437                                       |
| 最終減速比      | 3.153                                       | 3.153                                       | 3.500                                       | 3.500                                       |
| フレーム形式    | ダイヤモンド式                              | ダイヤモンド式                              | ダイヤモンド式                              | ダイヤモンド式                              |
| サスペンション  | テレスコッピック（前）/スイングアーム（後） | テレスコッピック（前）/スイングアーム（後） | テレスコッピック（前）/スイングアーム（後） | テレスコッピック（前）/スイングアーム（後） |
| キャスター      | 27.0°                                       | 27.0°                                       | 27.0°                                       | 27.0°                                       |
| トレール        | 75.0 mm                                     | 75.0 mm                                     | 69.0 mm                                     | 69.0 mm                                     |
| タイヤ（前）    | 2.50-17-4RP                                 | 2.50-17-4RP                                 | 2.50-17-4RP                                 | 2.50-17-4RP                                 |
| タイヤ（後）    | 2.75-17-4PR                                 | 2.75-17-4PR                                 | 2.75-17-4PR                                 | 2.75-17-4PR                                 |
| ブレーキ（前）  | ワイヤ式ドラム                              | 機械式ディスク                              | 機械式ディスク                              | 油圧式ディスク                              |
| ブレーキ（後）  | ロッド式ドラム                              | ロッド式ドラム                              | ロッド式ドラム                              | ロッド式ドラム                              |
| バッテリ        | 6N2-2A（6 V）                               | 6N2-2A（6 V）                               | 6N2-2A（6 V）                               | 6N2-2A（6 V）                               |
| 前照灯          | 15 W / 15 W                                 | 15 W / 15 W                                 | 15 W / 15 W                                 | 25 W / 25 W                                 |
| 標準現金価格    | \75.000                                     | \86,000                                     | \119,000                                    | \139,000                                    |
| --------------- | ------------------------------------------- | ------------------------------------------- | ------------------------------------------- | ------------------------------------------- |

## ベンリイCB90
1970年1月14日発表、同月17日発売。
生産目標10,000台/月（輸出を含む）、標準販売価格90,000円に設定。最高出力10.5 PS / 10,500 rpm・最大トルク0.76 kg·m / 9,000 rpmを発揮する89 ccエンジンを搭載する。2人乗車可能なため全長×全幅×全高=1.885×0.750×1.015（m）、ホイールベース=1.205 mとCB50に比べやや大きい車体を持つ。
1972年4月10日発表、同月11日発売で以下のマイナーチェンジを実施。
- 前ブレーキを機械式シングルディスクとしたベンリイCB90JX-DISKを追加
- 従来の前後ドラムブレーキ装着車はベンリイCB90JXへ改称
- 日本国内生産目標3,000台/月
- 標準現金価格 ベンリイCB90JX-DISK：99,000円/ベンリイCB90JX：93,000円

日本国内仕様はCB125JXへ発展する形で1975年までに生産終了。海外向け輸出仕様は排気量を99 ccに拡大したCB100へモデルチェンジされ1978年まで生産された。